# 腾冲芒毛苣苔
腾冲芒毛苣苔（学名：Aeschynanthus tengchungensis）为苦苣苔科芒毛苣苔属下的一个种。

## 扩展阅读
維基物種上的相關：腾冲芒毛苣苔